# Bà Rịa (stad)
Bà Rịa is een thành phố in de Vietnamese provincie Bà Rịa-Vũng Tàu. Bà Rịa ligt op de plaats, waar vroeger de provincie Bà Rịa zich bevond. Ook was dit de locatie waar vanaf 1929 vijf jaar lang de provincie Cap Saint Jacques zich bevond. Sinds 2 mei 2012 is Bà Rịa de hoofdstad van de provincie.
Bà Rịa bestaat uit acht phườngs en drie xã's. De oppervlakte van de thành phố bedraagt 95 km² en heeft ongeveer 93.000 inwoners.
Op 22 augustus 2012 werd Bà Rịa opgewaardeerd tot stad. Daarvoor was het een thị xã.